# Сава Антић
Сава Антић (Београд, 1. март 1930 — Београд 26. јула 1998) био је југословенски репрезентативац у фудбалу. Играо је у нападу.

## Биографија
Играчку каријеру је почео 1945. у београдском Бродарцу да би 1948. прешао у Црвену звезду где је играо две године за коју је одиграо 36 утакмица и постигао 22 гола.
Од 1950. прелази у ОФК Београд у којем је играо 13 година и ту је завршио своју играчку каријеру. У време највеће славе БСК-а, Сава Антић је пуну деценију и по био не само идејни стратег и достојанствени капитен тима, већ и једна од највећих легенди у историји ОФК Београда.
Са ОФК Београдом освајао је три пута национални Куп (1953, 1955, и 1962) и два пута као капитен подизао прелазни пехар. Занимљиво је да је у сва три финала постизао и голове.
У том периоду одиграо је 520 утакмица и постигао 184 гола на званичним утакмицама. Издвајао се као велики спортиста и џентлмен у копачкама, као капитен који је зрачио ауторитетом, непресушном енергијом и велкиом љубављу према свом клубу. Никада у дугој каријери није био искључен, а само два пута је и опоменут и то због приговора после судијских неправди.
Три године је играо за младу репрезентацију Југославије (1953 — 1956), постигавши седам голова на девет утакмица. Пуних девет година је био члан Б репрезентације Југославије за коју је играо десет пута и дао шест голова.
За најбољи тим Југославије одиграо је само пет утакмица и то у истој години, 1956. Постигао је и два гола. Учествовао је на Олимпијским играма у Мелбурну 1956. године на којима је Југославија освојила сребрну медаљу. Био је један од најбољих нападача тог времена, али имао је и велики пех. Играо је у време највеће славе Рајка Митића, великог аса Црвене звезде и југословенског фудбала, па тако није могао да добије праву шансу у државном тиму.
По завршетку каријере посветио се тренерском позиву и дипломирао на Вишој тренерској школи. Извесно време је био и први тренер ОФК Београда. Могу му се приписати и велике заслуге за коначну селекцију тима који је 1966. године освојио Куп и показао сјајне партије на европској сцени. Много је волео клуб и читав живот је остао на Омладинском стадиону као популарни, вољени и поштовани ас за сва времена. Једно време је био и директор клуба.
Преминуо је 1998. године.